# Directeur des poursuites criminelles et pénales
Le Directeur des poursuites criminelles et pénales (DPCP) est un organisme public québécois qui fournit, au nom de l'État québécois, un service de poursuites criminelles et pénales indépendant, contribuant à assurer la protection de la société, dans le respect de l'intérêt public et des intérêts légitimes des victimes. Il agit comme ministère public dans la grande majorité des dossiers en matières criminelle et pénale.

## Description
Le Directeur des poursuites criminelles et pénales autorise et dirige pour l’État les poursuites découlant de l’application du Code criminel, de la Loi sur le système de justice pénale pour les adolescents et de toute autre loi fédérale pour laquelle le procureur général du Québec a le pouvoir d’agir comme poursuivant.
Le Directeur agit également comme poursuivant dans toute affaire à laquelle le Code de procédure pénale s’applique. De plus, le Directeur conseille les corps policiers chargés de l’application des lois au Québec relativement à tous les aspects d’une enquête ou d’une poursuite en matière criminelle et pénale.
Son mandat prévoit qu'il doit mener un travail libre d'influence provenant de toute pression politique, économique, policière, médiatique ou populaire. En pratique, le DPCP ne serait pas à l'abri de l'agenda politique du gouvernement en place. Voir le jugement R. c. Pryde, 2024 QCCQ 1794 (CanLII), dans lequel l'honorable juge Dennis Galiatsatos de la Cour du Québec mentionne qu' "il peut être utile de rappeler au DPCP que, en tant qu'institution, il doit se tenir à l'écart des préoccupations et des pressions politiques partisanes. Sur le plan constitutionnel, il doit agir indépendamment de toute pression politique. Quelle que soit la motivation sous-jacente, il est déconcertant que le DPCP ait adopté une position dont l'effet réel est que les accusés anglophones sont traités différemment des accusés francophones. Il ne s'agit certainement pas d'une méthode permettant de renforcer la confiance du public à l'égard d'un ministère public censé être indépendant.

## Dans la culture
Le DPCP est très présent dans la série policière District 31, notamment à travers la procureure Sonia Blanchard (interprétée par Pascale Montpetit).